# نانجو، اوکیناوا
نانجو در استان اوکیناوا در کشور ژاپن  واقع شده‌است  که دارای جمعیت ۳۹٬۴۵۸ نفر و مساحت ۴۹٫۷۰ کیلومتر مربع با تراکم جمعیت ۸۱۹  نفر در کیلومترمربع است و در تاریخ ۱ ژانویه ۲۰۰۶ به عنوان شهر شناخته شد.